# 瓦列里·格拉西莫夫
瓦列里·瓦西里耶维奇·格拉西莫夫（羅馬化：Valeriy Vasil'yevich Gerasimov；1955年9月8日—），俄罗斯将军，现任俄罗斯武装部队总参谋长兼国防部第一副部长，2012年11月9日由弗拉基米尔·普京总统任命。2023年1月11日，俄罗斯国防部以其武装力量总参谋长格拉西莫夫任命为俄对乌开展特别军事行动区域联合部队的总指挥。

## 早年生活和教育经历
格拉西莫夫于1955年9月8日出生于鞑靼苏维埃社会主义自治共和国喀山。曾毕业于喀山苏沃洛夫军事学校（1971-1973）、喀山高级坦克指挥学校、马利诺夫斯基军事装甲部队学院（1984-1987）和俄罗斯武装部队总参谋部军事学院（1995-1997）。

## 军事生涯
格拉西莫夫曾在北方集团军群和远东军区的蘇聯駐波蘭北方集群的近衛第90坦克師历任坦克排排长、坦克连连长、坦克营参谋长、营长；1987年于马利诺夫斯基军事装甲部队学院毕业后，格拉西莫夫在波罗的海军区任坦克团参谋长、副团长、团长、駐愛沙尼亞塔林的近衛第20諸兵種合成集團軍第144摩托化步兵师副师长兼参谋长；1993年被任命为西北集群摩托化步兵师师长；1997年在总参谋部军事学院毕业后，被任命为原莫斯科軍區近衛第1坦克集團軍第一副司令的崗位並榮陞少將。
1998年起，他先后在北高加索军区的第58集团军任参谋长和副司令。1999年第二次车臣战争爆发后，格拉西莫夫先后指挥过“西线”和“南线”集团军作战。由于其“战功卓著”，于2001年3月升任第58集团军司令。2003年起，格拉西莫夫任远东军区参谋长。2005年4月，又被任命为俄军作战准备总局局长。2006年12月，他出任俄北高加索军区参谋长。2007年12月起出任列宁格勒军区司令。2009年2月，任莫斯科军区司令。2010年12月起，格拉西莫夫正式出任俄军第一副总参谋长。
2012年4月26日，格拉西莫夫被任命为俄中央军区司令，11月9日被任命为俄军总参谋长兼国防部第一副部长。从2009年到2012年，他曾四次指挥红场莫斯科胜利日阅兵。
2022年4月27日，乌克兰媒體《基辅邮报》表示，格拉西莫夫抵达伊久姆亲自指挥在當地發動進攻的俄罗斯軍隊。烏克蘭獨立新聞社表示，2022年5月1日，格拉西莫夫在伊久姆附近受伤，其右腿上三分之一處被碎片擊中，沒有發生骨折，碎片其後被取出。儘管格拉西莫夫沒有生命危險，但他隨行的20名護衛在該次襲擊中陣亡，格拉西莫夫因此緊急撤離伊久姆。
2023年1月11日，据俄罗斯媒体报道，俄国防部称，俄武装力量总参谋长格拉西莫夫被任命为俄对乌开展特别军事行动区域联合部队总指挥。

## 升任总参谋长
2012年11月6日，在国防部长谢尔久科夫被免职后，格拉西莫夫被任命为俄军总参谋长。前任总参谋长、陆军上将尼古拉·马卡罗夫被认为与谢尔久科夫关系密切，有评论员认为他很可能被新任国防部长谢尔盖·绍伊古取代。 据报道，马卡罗夫当时已申请辞职，但随后被总统普京正式解除职务。

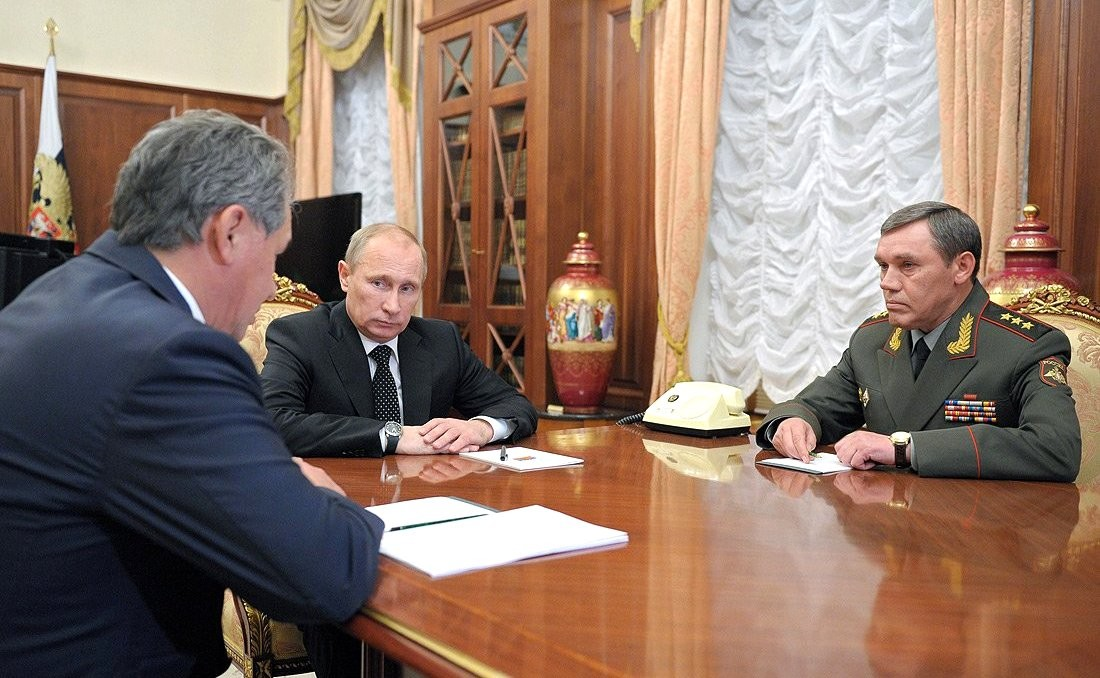
2019年11月9日，格拉西莫夫和俄罗斯总统普京、国防部长谢尔盖·绍伊古正在开会。

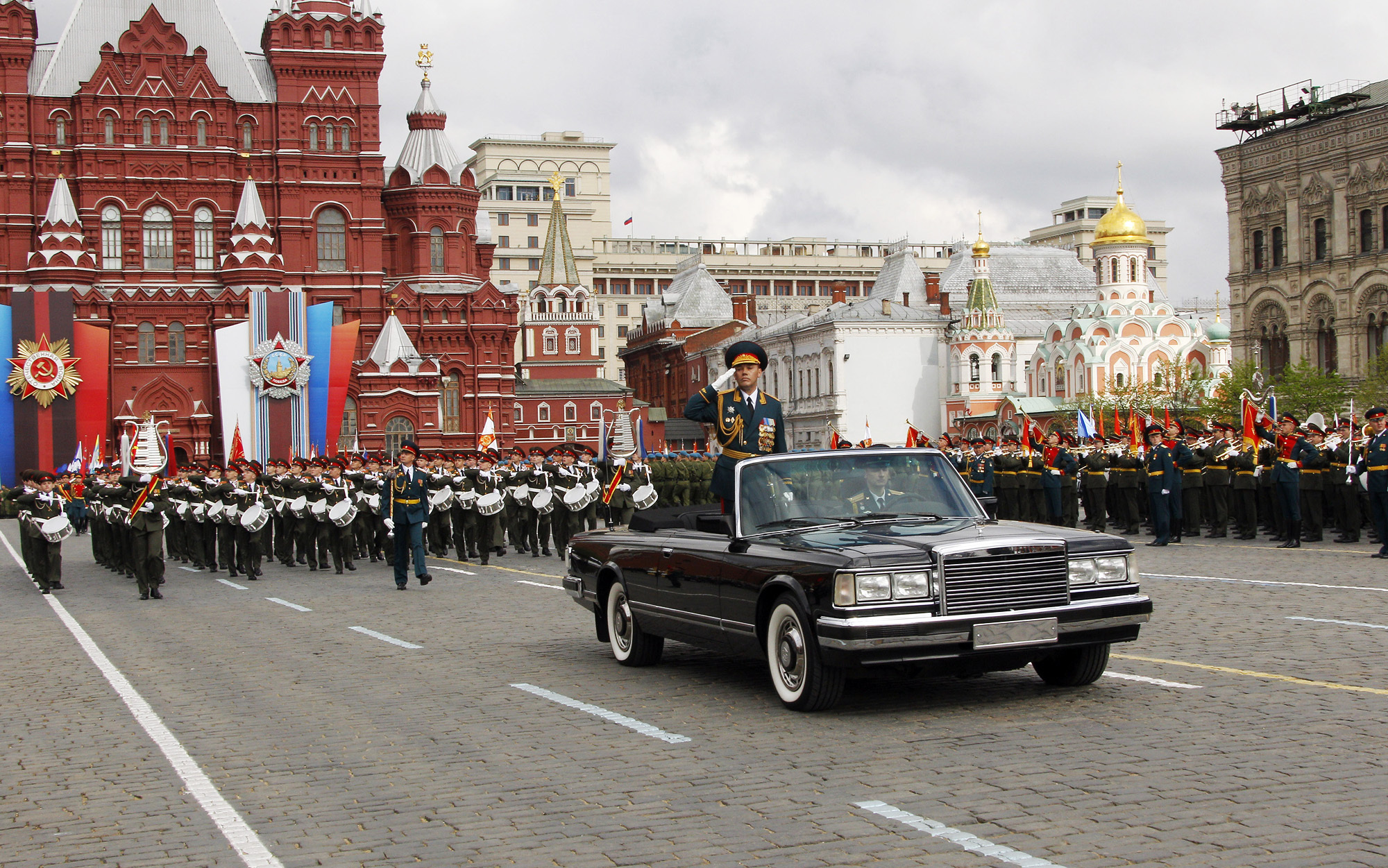
2011年5月，在莫斯科胜利日阅兵上，格拉西莫夫将军在一辆ZiL 41044轿车上领导军队接受检阅。

其他变化包括解除亚历山大·苏霍鲁科夫第一副国防部长的职务，由前西部军区司令阿尔卡季·巴欣上将接任。空天防御部队司令奥列格·奥斯塔彭科上将也晋升为国防部副部长。至2014年，格拉西莫夫晋升为俄罗斯陆军最高军衔——陆军大将。
据乌克兰国家安全局称，在2014年伊洛瓦伊斯克战役取得决定性战略胜利期间，格拉西莫夫是俄罗斯军队和亲俄地方武装部队的总指挥，超过 1,000 名乌克兰士兵在这场战役中丧生。

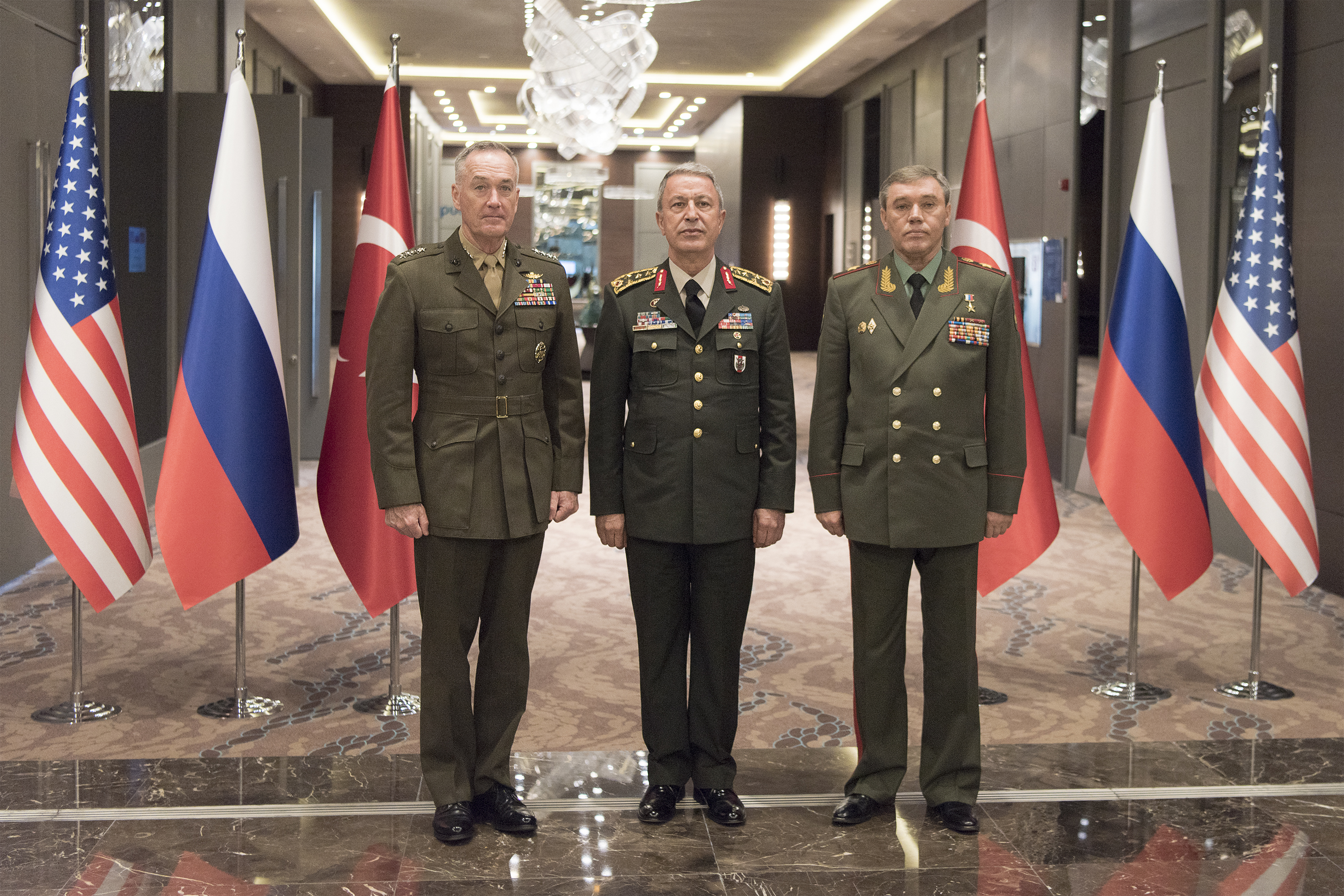
格拉西莫夫 (右)，约瑟夫·邓福德 (左) 和 胡卢西·阿卡尔 (中) 在一次关于叙利亚北部的军事行动的会议上的合影, 2017年3月6日

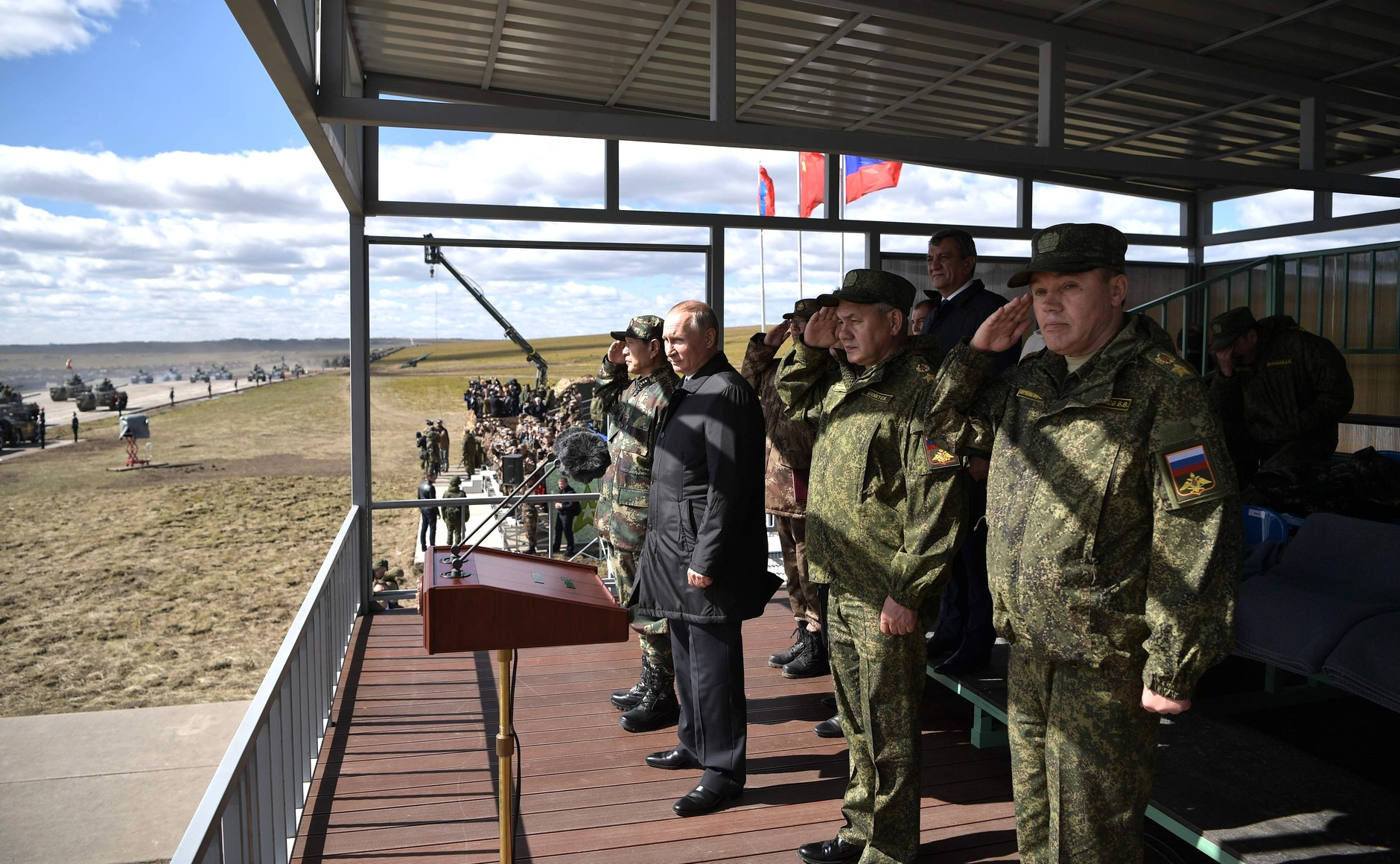
中俄蒙三国军队在“东方-2018”军事演习期间阅兵期间的照片。俄罗斯总统普京正在检阅军队，格拉西莫夫左侧是国防部长谢尔盖·绍伊古将军。

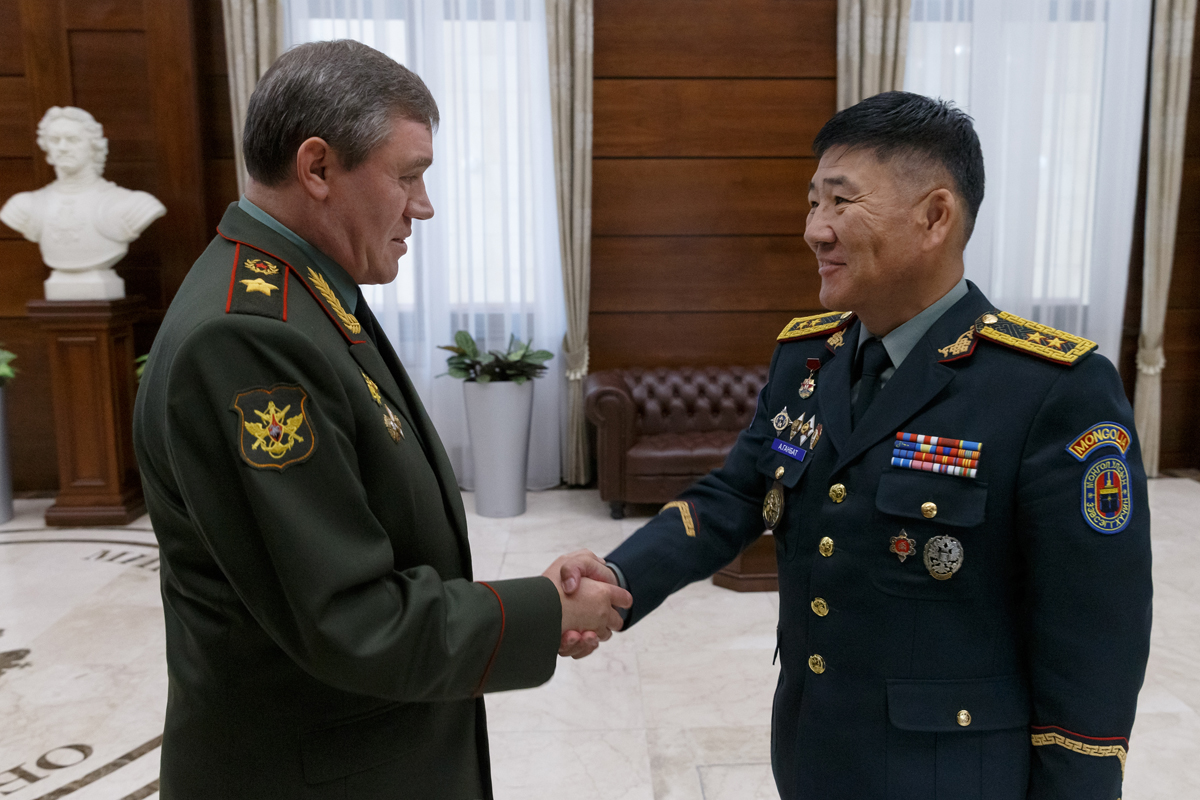
格拉西莫夫会见蒙古国军队总参谋长阿尤辛甘巴特，2019年8月16日

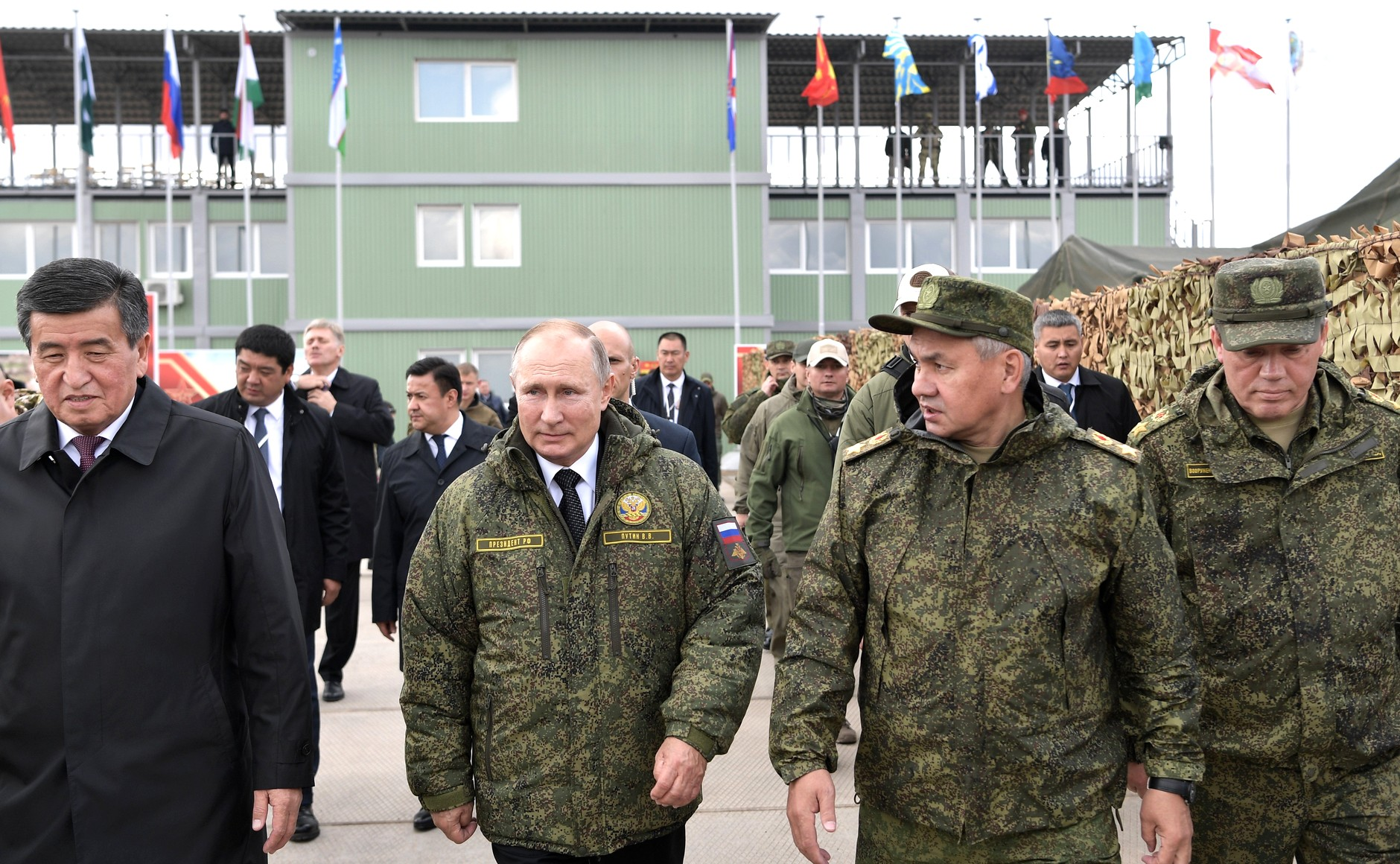
格拉西莫夫、绍伊古、普京和吉尔吉斯斯坦总统索隆拜·热恩别科夫出席“中部-2019”军事演习。

2016年9月15日，他与时任土耳其总参谋长胡卢西·阿卡尔将军在莫斯科举行了关于叙利亚战争的会议。会上，阿卡尔将军表示，如果俄军执意帮助叙利亚政府军，土军将对俄罗斯军队发动攻击。阿卡尔将军的这番声明却招致俄罗斯军方官员的嘲笑，格拉西莫夫当时也忍不住笑场。
2021年12月9日，格拉西莫夫向乌克兰政府发出警告，不要试图使用武力解决顿巴斯战争。 格拉西莫夫说，“有关俄罗斯所谓即将入侵乌克兰的信息是谎言。” 根据格拉西莫夫的说法，“基辅没有履行《明斯克协议》。乌克兰武装部队吹嘘他们已经开始在顿巴斯使用美国提供的标枪反坦克导弹系统，并且还在使用土耳其的侦察/攻击无人机。因此，该国东部本已紧张的局势正在进一步恶化。” 
2021年，格拉西莫夫向英国《金融时报》解释了他的“格拉西莫夫学说”。
2021年12月23日，他与英国国防参谋长，海军上将托尼·拉达金爵士讨论了地区安全问题。
格拉西莫夫参与了2022年俄罗斯入侵乌克兰的“特别军事行动”的计划。消息人士称，入侵乌克兰的决定是由俄罗斯总统弗拉基米尔·普京和他周围的一小群战争鹰派官员做出的，其中包括格拉西莫夫、俄罗斯国防部长谢尔盖·绍伊古和俄罗斯联邦安全会议秘书尼古拉·帕特鲁舍夫。在此期间，《莫斯科时报》认为，格拉西莫夫自 2022年3月12日左右（当时他与土耳其总参谋长交谈)和3月4日与法国国防参谋长蒂埃里·伯克哈德交谈以后就从公众视野中消失了。其他主要的俄罗斯高级安全官员，包括国防部长谢尔盖·绍伊古、情报部门负责人伊戈尔·科斯秋科夫和联邦安全局局长亚历山大·博尔特尼科夫，大约在同一时间消失。
2022年4月27日，乌克兰出版物《国防快报》聲称，格拉西莫夫抵达伊久姆，亲自指挥俄罗斯在该地区的进攻。据乌克兰独立新闻社称，格拉西莫夫于 2022年5月1日在伊居姆附近受伤。两名美国官员证实格拉西莫夫曾在该地区，但一名乌克兰官员否认乌克兰专门针对格拉西莫夫，并表示当指挥所遭到袭击时，格拉西莫夫已经启程返回俄罗斯。据报道，美国曾阻止乌克兰政府杀害格拉西莫夫。但目前为止，俄罗斯军方和国防部否认了这一说法，而总参谋长一般情况下不会亲临前线视察。
2022年5月19日，格拉西莫夫在的电话中与美国参谋长联席会议主席马克·米利将军讨论了安全问题。
2023年1月11日，俄罗斯国防部长谢尔盖·绍伊古任命格拉西莫夫取代空天军总司令谢尔盖·苏罗维金担任对乌克兰“特别军事行动”的总指挥，苏罗维金将担任格拉西莫夫的副手。他在乌克兰战区的第一个战斗命令是在1月11日将俄罗斯黑海舰队部署到新罗西斯克港以外的未知区域。
2024年6月25日，國際刑事法院以涉嫌危害人類罪、戰爭罪等國際罪行，對格拉西莫夫發出拘捕令。

## 格拉西莫夫学说
格拉西莫夫曾提出“格拉西莫夫学说”——结合军事、技术、信息、外交、经济、文化和其他战术，以实现战略目标。 
该学说重新定义了国家间冲突的现代概念，并将战争与政治、经济、信息、人道主义和其他非军事活动等同起来。该学说在2013年2月发布后广为人知，有学者指出，俄罗斯对乌克兰采取的军事行动与该学说的论点几乎一致。
据一些研究人员称，格拉西莫夫学说的关键要素构成了新一代战争概念的基础。2016年，麦克德莫特认为混合战争与俄罗斯军事理论格格不入。

## 荣誉

### 俄罗斯勋章奖章
- 俄罗斯联邦英雄
- 三等圣乔治十字勋章（俄语：Орден Святого Георгия）
- 四等圣乔治十字勋章（俄语：Орден Святого Георгия）
- 三等祖国功勋勋章
- 四等祖国功勋勋章
- 亚历山大·涅夫斯基勋章（2021年）
- 俄罗斯军功勋章（俄语：Орден «За военные заслуги» (Россия)）
- 俄罗斯荣誉勋章（俄语：Орден Почёта (Россия)）
- 三等在苏联武装力量中为祖国服务勋章[37]
- 战功奖章
- 苏联武装力量六十周年奖章
- 苏联武装力量七十周年奖章
- 一等勇敢奖章
- “加强武装兄弟情谊”奖章
- “国防部 200 周年”纪念奖章
- 十周年圆满服役奖章
- 十五周年圆满服役奖章
- 二十周年圆满服役奖章

### 外国勋章奖章
- 白俄罗斯人民友谊勋章（白俄罗斯，2010年）
- 尼加拉瓜陆军勋章（尼加拉瓜，2013年）
- “军事合作服务”奖章"（阿塞拜疆，2014年[38]）
- 巴格拉米扬元帅勋章（亚美尼亚, 2015年）
- 军事联盟勋章（叙利亚, 2016年[39]）

## 制裁
2014年4月，格拉西莫夫被列入欧盟制定的“破坏或威胁乌克兰领土完整、主权和独立”的制裁名單。
2014年5月，加拿大、列支敦士登和瑞士将格拉西莫夫列入制裁名单，原因是俄罗斯干涉乌克兰，以及他对在俄乌边境附近大规模部署俄罗斯军队负有责任，以及由于俄军部署无力缓解与乌克兰的紧张态势。
2014年9月，澳大利亚将格拉西莫夫列入其与乌克兰相关的制裁名单。
2022年2月25日，美国将格拉西莫夫列入特别指定国民和被封锁人员名單。

## 外部連結
| 军职                                | 军职                             | 军职 |
| ----------------------------------- | -------------------------------- | ---- |
| 前任者： 尼古拉·叶格罗维奇·马卡罗夫 | 俄罗斯武装力量总参谋长 2012–至今 | 現任 |